# Zachód słońca: pola pszenicy w pobliżu Arles
Zachód słońca: pola pszenicy w pobliżu Arles (hol. Zomeravond, korenveld met ondergaande zon, ang. Sunset: Wheat Fields Near Arles) – obraz Vincenta van Gogha namalowany w czerwcu 1888 podczas jego pobytu w miejscowości Arles. 
Nr kat.: F 465, JH 1473.

## Historia i opis
Kiedy van Gogh przyjechał do Arles, było to niewielkie, senne miasteczko nad brzegiem Rodanu z pozostałościami bogatej przeszłości z czasów rzymskich, rozsianymi wzdłuż ulic i z zaniedbanymi ruinami amfiteatru i pozostałościami pałacu Konstantyna. Ruiny były zarośnięte trawą i artysta ledwie je zauważał. Motywów do malowania poszukiwał nad rzeką i wśród wiejskiej zabudowy poza miastem.
Obraz ukazuje miasto oświetlone promieniami zachodzącego słońca i pole dojrzałego zboża, rywalizujące ze słońcem w intensywności kolorów. Ten sam motyw van Gogh wykorzystał malując później obraz Siewca.